# Abarema cochliocarpos
Abarema cochliocarpos és una espècie de llegum del gènere Abarema de la família Fabaceae. El seu nom comú és barbatimão. És endèmica del Brasil, on es troba a Alagoas, Bahia, Paraíba, Pernambuco, Rio de Janeiro, Rio Grande do Norte i São Paulo.
Hi ha una variant costanera i una forma interior d'aquesta espècie. La variant costanera pot superar els 10 metres d'alçada. La variant de l'interior és de fins a 4 metres d'alçada i té fullets més petits que tenen una textura més dura. A les zones costaneres aquest arbre creix a l'hàbitat dels boscos en substrats sorrencs. A l'interior es pot trobar en matolls, sabanes i tipus d'hàbitat alterat.
Les amenaces a l'espècie inclouen la pèrdua d'hàbitat degut a l'agricultura i la mineria de ferro a cel obert; no obstant això, l'arbre es produeix en diverses àrees protegides i està relativament estès.
Els extractes de l'escorça d'aquesta planta nativa s'utilitzen en la medicina tradicional brasilera com antisèptic, antiinflamatori i analgèsic, i per tractar ferides.

## Sinonímia
- Mimosa cochliocarpos, Gomes 1803
- Pithecellobium auaremotemo, Mart. 1834
- Pithecellobium cochliocarpon, (Gomes) J.F.Macbr.
- Inga nandinaefolia, DC.
- Mimosa vago, Vell.
- Pithecellobium avaremotemo, Mart.
- Pithecellobium cochliocarpum, (Gomes) J.F.Macbr.[5]